# Llorer-cirer
El llorer-cirer, popularment anomenat també llorer reial, és un arbust perennifoli que pertany a la família de les rosàcies (en llatí Rosaceae). El seu nom científic complet és el Prunus laurocerasus L., però també en trobem sinònims taxonòmics com per exemple Laurocerasus officinalis (L.) M. Roem. Etimològicament, Prunus ve del nom llatí de la prunera silvestre. Laurocerasus, de laurus = llorer i cerasus = cirerer, per les seves fulles i els seus fruits que recorden els d'aquestes plantes.

## Ecologia i distribució
És originari del Caucas, península balcànica, Turquia i l'Iran. Es troba conreat en la meitat nord de la península Ibèrica i apareix assilvestrat en les zones més humides de la Cornisa Cantàbrica, nord de Portugal, Pirineus i Catalunya. En la península Ibèrica es conrea en zones amb sòls profunds, rics en matèria orgànica i poc compactes. Pot viure bé en sòls calcaris, però a vegades pateix esgrogueïment per la manca de ferro (Fe2+) causada per l'excés de carbonats.

## Descripció botànica
Quant a la forma vital de Raunkjaer, és un nanofaneròfit, ja que és un arbust i té les gemmes persistents situades a menys de 2m d'altura.

### Port i dimensions
És un arbust perenne sempre verd. La seva alçada habitual oscil·la entre els 4 i els 8 metres.

### Òrgans vegetatius
La seva rel és axonomorfa com la de moltes dicotiledònies.
La tija és de gran creixement, de fullatge perenne, molt ramificat. Té una ramificació monopòdica. El tipus de tija és: llenyosa ja que el Prunus laurocerarus és un arbust (pot créixer fins a 8m d'altura); el seu tronc es caracteritza per tenir una escorça fosca i llisa. L'escorça és de color negre atzabeja amb una superfície finament texturada. Els grans troncs presenten fusta dura marró pàl·lid, sense distinció entre l'albeca i el duramen. Pocs creixen prou ja que es fan servir per obtenir llenya.

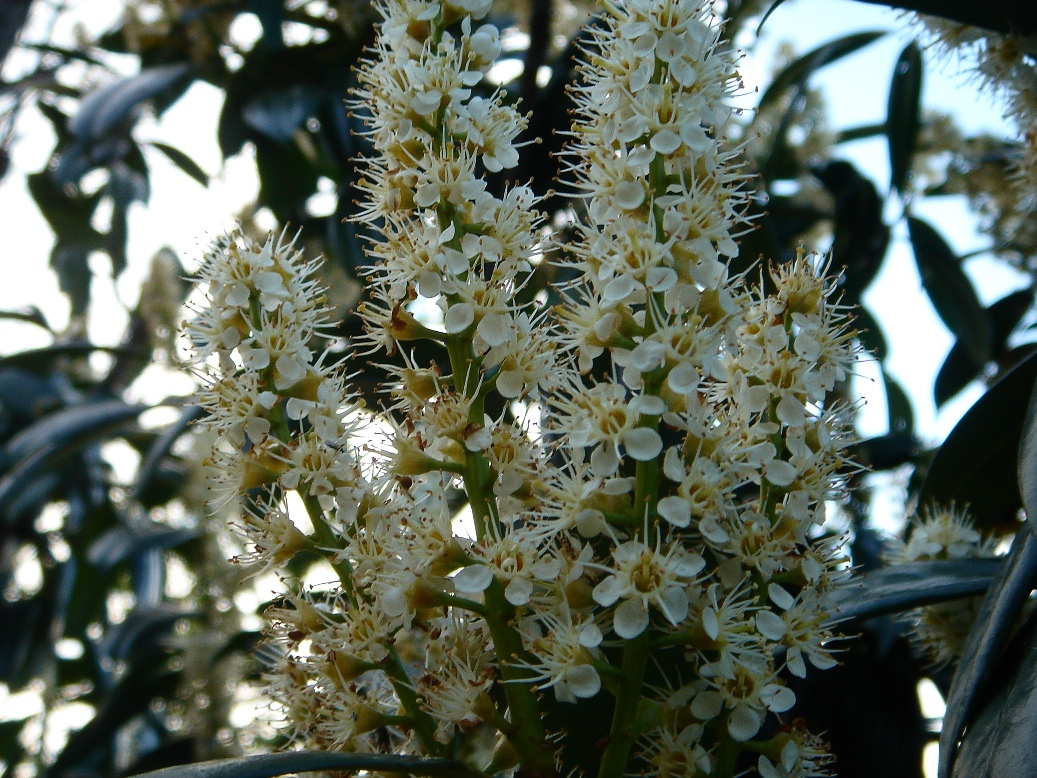
Flors de Prunus lauroceresus

Les fulles són perennes, simples, coriàcies i glabres, i estan en disposició esparsa. El seu limbe fa 6–15 cm de llargada, i té una forma variable, entre oval i lanceolada. Presenta el marge enter o lleugerament dentat i acaba en una punta curta (és acuminat). És de color verd fosc brillant a l'anvers i d'un verd més pàl·lid i opac al revers. En el revers, prop de la inserció del limbe amb el pecíol, presenten 2–3 glàndules. Tenen un pecíol curt (6–15 mm de longitud) de color verd groguenc. Són verinoses i contenen àcid cianhídric, motiu pel qual quan es trituren fan olor d'ametlles amargants.
Toves i de color verd clar surten les noves fulles que col·locades alternadament al llarg de branquetes verdes, s'endureixen amb rapidesa i esdevenen mal·leables. Al cap d'uns pocs períodes de vida activa cauen sense marcir-se.

### Òrgans reproductors
Es tracta d'una planta hermafrodita. Les flors s'agrupen formant una umbel·la composta. Les flors són de color blanc i aromàtiques, i estan reunides en raïms erectes, axil·lars o terminals, que mesuren 6-12 cm de longitud. Tenen un diàmetre d'aproximadament 1 cm i el seu peduncle mesura al voltant de 4 mm de llarg. La corol·la presenta 5 sèpals i 5 pètals separats. L'androceu consta de nombrosos estams opositisèpals i el gineceu és un pistil amb ovari súper.
Els fruits tenen l'aspecte de petites prunes (drupes) ovoides que fan al voltant d'1 cm de llarg i estan disposades formant raïms. Quan són ben madurs, a l'estiu, tenen un color porpra fosc, gairebé negre. Presenten peduncles molt curts i contenen una sola llavor. Són metzinosos.

### Multiplicació i creixement
Les espigues florals sorgeixen a principis d'estiu a partir de branques dels llorers-cirers no podats, però no dels podats. El peduncle, de color verd pàl·lid, presenta unes vint flors petites de peduncle curt, cada una de les quals posseeix cinc sèpals verds, cinc pètals cerosos, blancs i cremosos, molts estams i un pistil central. Els insectes, atrets pel nèctar i per la forta olor d'ametlles amargues, porten el pol·len d'una flor a una altra.
Els fruits negres, petits i amb una sola llavor, maduren a la tardor.
Massa petits perquè se'ls mengin les persones, aquests fruits carnosos atrauen les aus, que dispersen les llavors. Les llavors germinen quan es trenca la seva dura carcassa. Es desenvolupa un tall curt portador de dues cotiledònies carnoses i amples, que cauen després del període de creixement.

## Farmacologia

### Part utilitzada (droga)
La part que s'utilitza són les fulles (collides al juliol, preferentment fresques) que contenen glucòsids i alliberen àcid cianhídric, substància molt tòxica.

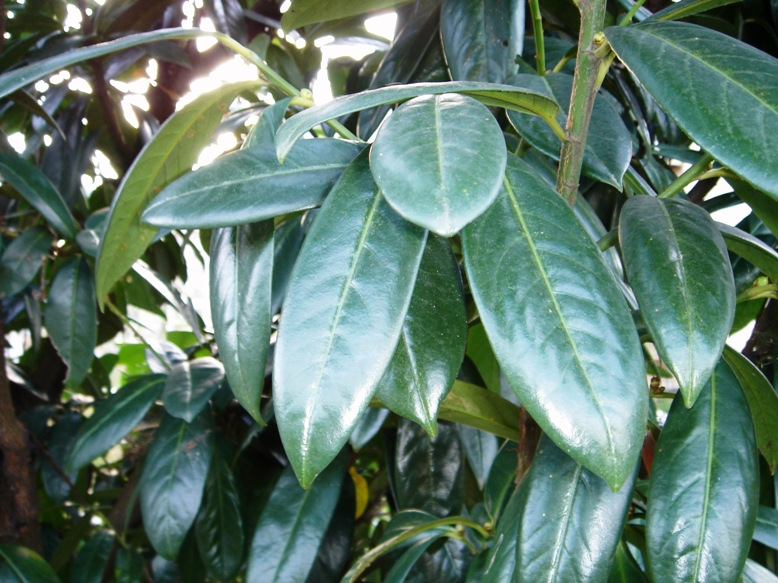
Fulles

### Composició química
Amigdalina o àcid cianhídric (0,1%), generalment en forma de prunasòsid, que difereix de l'amigdalòsid en el fet que té una molècula menys que el sucre. Conté també prulaurasòsid, àcid benzoic, laurocerasina (1,3%), prunasina (1,4%), emulsina, àcid ursòlic, tamins, ceres, greixos i àcid fític.

### Usos medicinals
Exerceix un efecte discretament sedant. Es recomana en casos d'asma i tos irritaria, així com en els casos d'indigestió i alteracions digestives de tipus nerviós. Bactericida, pel que resulta molt adequat en cas d'afeccions tals com la bronquitis, faringitis, etc. Estimula les secrecions digestives i prevé situacions de pirosi o acidesa. [Antisèptic] per a fongs vaginals (en banys de seient). Contribueix a regular la menstruació en la dona. Augmenta la producció i volum d'orina i ajuda a eliminar l'excés de líquids de l'organisme. L'aigua destil·lada de la planta es fa servir com aromatitzant, estimulant respiratori i antiespasmòdic.

### Accions farmacològiques/propietats
[Carminatiu]: expulsa els gasos intestinals; hepatoprotector, digestiu, expectorant, antiespasmòdic, antiinflamatori (suau), diürètic, sudorífic, hipotensor, antisèptic, bactericida, parasiticida i antireumàtic.

### Toxicitat
L'àcid cianhídric és un verí letal que, a dosis no terapèutiques, provoca la mort per paràlisi del centre respiratori. La simptomatologia de l'enverinament per àcid cianhídric es manifesta per convulsions, asfíxia, pèrdua de la consciència i mort, amb una evolució cap a un estat tòxic agut molt ràpid.

### Advertència
Aquesta planta i la seva aigua contenen àcid cianhídric; això pot provocar nàusees, vòmits, palpitacions, dispnea, elevació de la temperatura i espasmes.

## Observacions

### Història
Ell llorer cirerer es va introduir a Europa durant el segle xvi. John Gerard explica el 1633:
| « | És un arbre de fulla perenne. Floreixen al maig i el fruit apareix entre l'agost i el setembre: va ser enviat per primera vegada per Clusius des de Constantinoble, amb el nom de Trapezuntina dactylus, el que significa Dàtil de Trapeson, encara que no tenia afinitat pels dàtils. Dalechampius diu que és el segon Lotus anomenat per Teofrasto en la seva Història de les Plantes. Clusius la denomina Laurocerasus, o també Cerasus folio Laurino. Creix bé en els nostres jardins anglesos i és un arbre respectat per la bellesa de les seves fulles i el seu permanent color verd. | » |

### Altres usos
La majoria dels arbres i arbusts perennes de fulla ampla s'assemblen uns als altres. El laurocerasus pot distingir-se fàcilment aixafant una fulla, la qual, després, produeix una olor d'ametlles amargues. Això és degut a trossos petits d'àcid prússic. Els caçadors de papallones fan servir aquestes fulles aixafades en una ampolla de vidre per posar-hi insectes i que aquests morin ràpid sense patir danys. Els fruits posseeixen un oli usat en perfumeria per a la fabricació de sabons.
És comú també el seu ús com a planta ornamental.